# Tethya stellodermis
Tethya stellodermis är en svampdjursart som beskrevs av Sarà 2004. Tethya stellodermis ingår i släktet Tethya och familjen Tethyidae.
Artens utbredningsområde är havet kring Australien. Inga underarter finns listade i Catalogue of Life.